# Острів Крим
«Острів Крим» (рос. Остров Крым) — фантастичний роман Василя Аксьонова. Написаний в 1979 р., виданий після переїзду автора в США в 1981 р. Жанр — альтернативні історія та географія, політична сатира.

## Історія
Роман написаний в 1977–1979 рр., частково під час перебування Аксьонова в Коктебелі Перше видання відбулося в американському видавництві «Ardis Publishing» у 1981 р. У СРСР вперше «Острів Крим» опублікований в 1—5 номерах журналу «Юність» за 1990 р. і став «головним всесоюзним бестселером року», а Аксьонов — лауреатом літературної премії журналу «Юність» за той рік. Журнальна версія була проілюстрована малюнками Михайла Златковського.
Роман неодноразово перевидавався в авторській редакції. Письменник присвятив роман пам'яті своєї матері — Євгенії Гінзбург.

## Сюжет
Основне допущення роману — півострів Крим є повноцінним островом в басейні Чорного моря. Ця деталь відіграє істотну роль в історії Громадянської війни в Росії, привносячи елемент «альтернативної історії» і являючи собою її каталізатор. Загони білих, нечисленні і виснажені війною, відступають до Криму, переслідувані силами червоних. Ніякої можливості переломити результат останнього бою на свою користь у них немає, острів Крим беззахисний, війська більшовиків починають останній наступ по льоду протоки. У цей момент відбувається випадковість — один із кораблів англійського флоту, що стоїть у Чорному морі — раптово відкриває вогонь, який через крихкий лід під ногами наступаючих стає згубним. Наступ зривається, перетворюючись на стратегічну поразку Рад — момент упущений, білі отримали перепочинок, вони використовують можливість зібрати сили, перегрупуватися і перетворити острів у неприступний рубіж.
Друге припущення роману — під час Другої світової війни острів зберігав нейтралітет, після війни — вистояв у збройному конфлікті з Туреччиною.
Крим перетворюється в ізольовану «російську» державу в тилі набираючої сили радянської Росії. Попри обмежені територію і природні ресурси, острів Крим не поглинається СРСР, процвітає, роздобувши допомогу і підтримку європейських держав, завдяки вчасно проведеним реформам і продуманій зовнішній політиці. Він перетворюється на другу, «альтернативну», Росію, існуючу в стані збройного нейтралітету по сусідству з першою. Рівень життя в Криму разюче відрізняється — організована професійна армія, піднята промисловість, облаштовані найкращі в Європі курорти. На момент початку дії роману Крим являє собою невелику, але багату і квітучу країну, чиє населення увібрало в себе «радянське» і «європейське».
З тексту роману важко зрозуміти, як ставиться автор до головних героїв роману і подій, що відбуваються з ними.

## Основні персонажі
- Лучніков Андрій Арсенійович — прибічник «Ідеї Спільної Долі», головний редактор газети «Російський Кур'єр», прізвисько «Луч».
- Лучніков Арсеній Миколайович — учасник Крижаного Походу, бойовий вревакуант, професор-історик, мільйонер-кіннозаводчик, батько Андрія Лучнікова.
- Лучніков Антон Андрійович — син Андрія Лучнікова, стає прибічником молодіжного руху які-націоналістів.
- Луніна Тетяна Микитівна — колишня спортсменка, коментатор спортивних програм на телебаченні, любов Андрія Лучнікова, дружина Гліба Луніна.
- Кузенков Марлен Михайлович — куратор острова Крим в апараті ЦК, друг Лучнікова.
- Лунін Гліб — колишній спортсмен-десятиборець, чиновник у Держкомспорті СРСР, чоловік Тетяни Луніної, прізвисько «Суп».
- Протопопов Тимофій Лукич — «персона з самого верху».